# Judith Steinbacher
Judith Steinbacher (* 1946 in Altenmarkt an der Alz als Judith Rittlinger) ist eine deutsche Grafikerin und Kinderbuchautorin.
Judith Steinbacher wurde als Tochter des Reiseschriftstellers Herbert Rittlinger und seiner Frau Marianne in Altenmarkt an der Alz geboren. Sie wuchs in Seeon am Weinberg in der Nähe des Klosters Seeon auf. Sie besuchte das Gymnasium in Traunstein und verbrachte ein Jahr als Gastschülerin an der Deutschen Schule Rom. Anschließend legte sie ihr Abitur in Landshut ab und machte ein anderthalbjähriges Betriebspraktikum bei der Deutschen Verlags-Anstalt in Stuttgart.
Sie studierte acht Semester an der Akademie für das Grafische Gewerbe München und machte sich im Jahre 1972 selbständig. Zwischen 1974 und 1988 entwarf sie für den Kindergarten-Fachverlag ca. 500 Kinderposter.
Seit 1974 erstellte sie ca. 40 Bilderbücher für Kinder, zu denen sie neben den Bildern meist auch die Texte verfasste. Darüber hinaus hat sie auch zwei Bände mit Karikaturen herausgebracht.
Judith Steinbacher ist verheiratet mit Gernot Steinbacher und hat zwei erwachsene Söhne. Sie lebt in München.